# Pocillopora meandrina
Pocillopora meandrina là một loài san hô trong họ Pocilloporidae. Loài này được Dana mô tả khoa học năm 1846.

## Hình ảnh

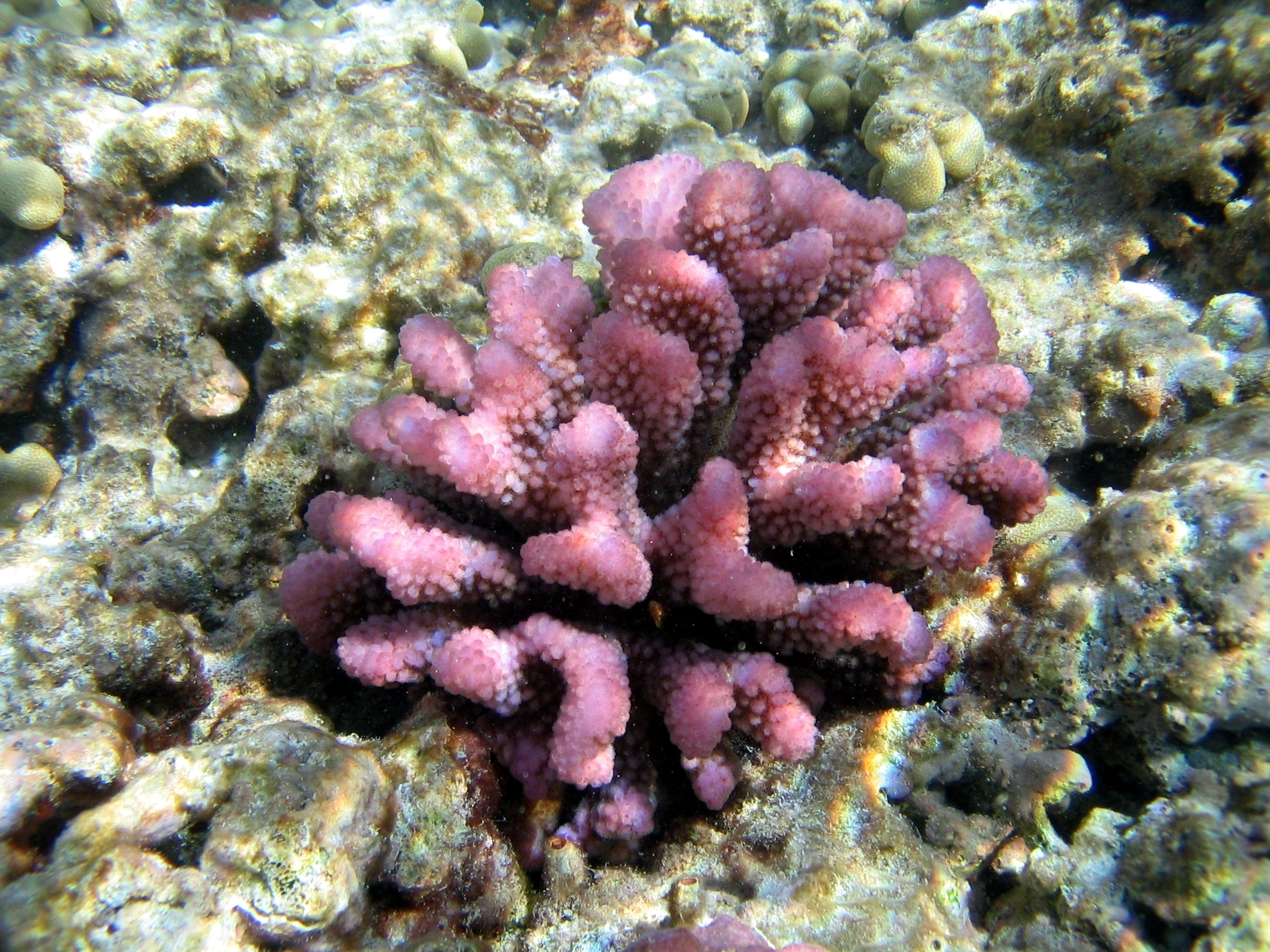
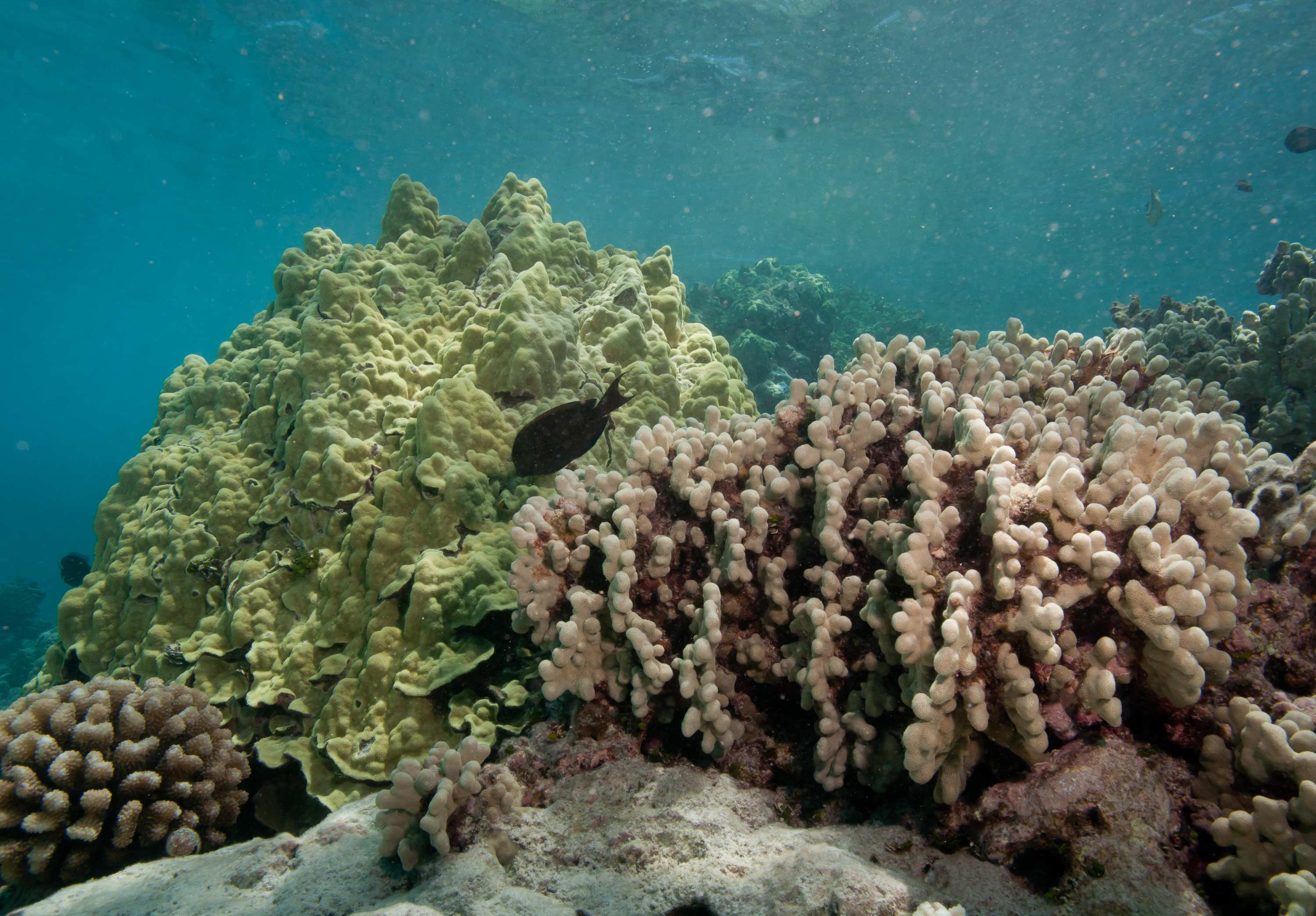
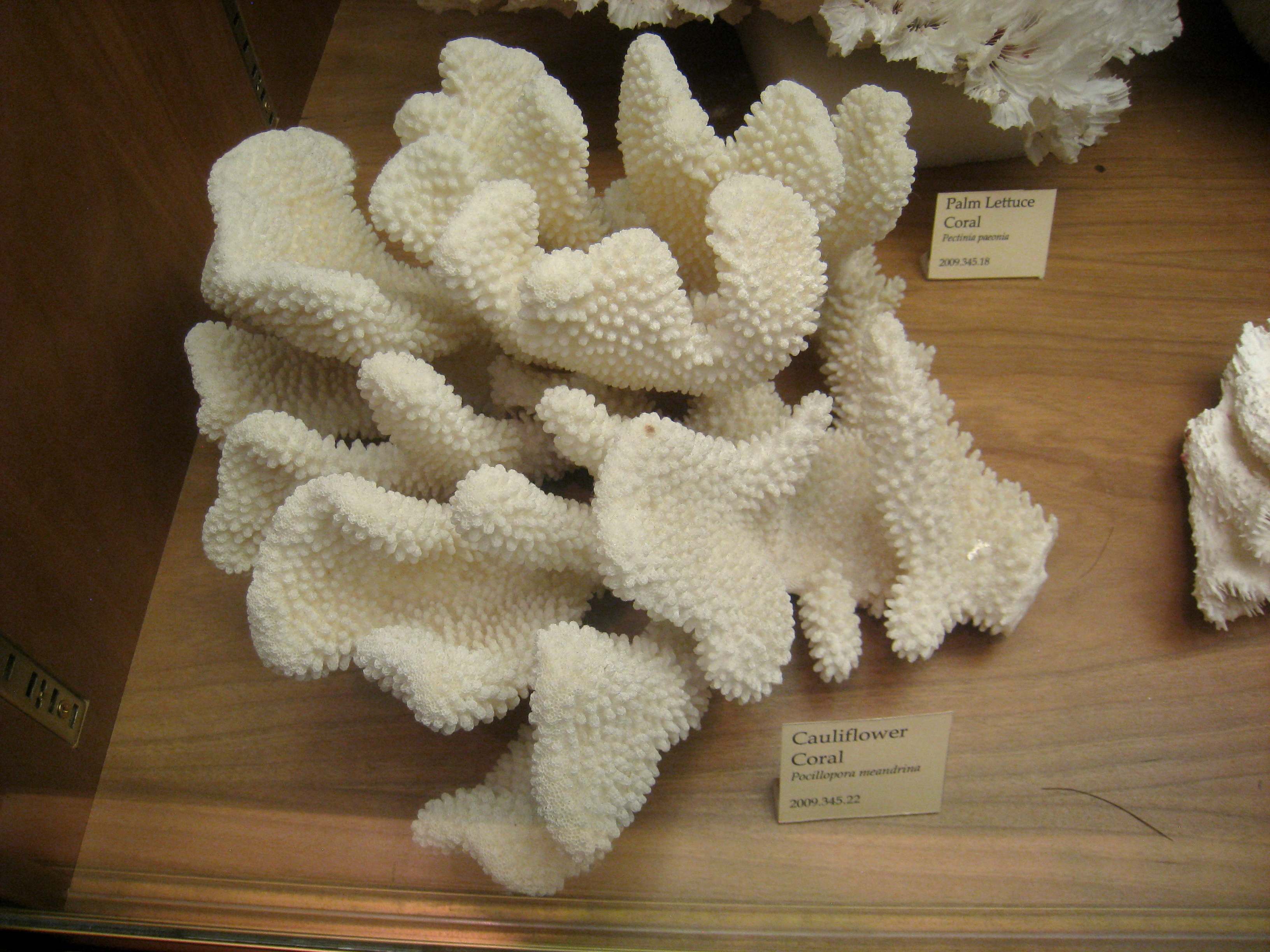